# SegaNet

Логотип SegaNet

SegaNet — бывший интернет-сервис от компании SEGA для приставок Saturn и Dreamcast.

## Saturn
SegaNet — онлайн-сервис от SEGA для японской версии Sega Saturn. В отличие от других подобных сервисов у SegaNet нет центральных серверов. Вместо этого, он использует подсоединённый с картриджному слоту приставки модем для прямого дозвона до другой приставки через телефонную линию. Поскольку не требуется никаких централизованных серверов для работы сервис может функционировать пока есть по крайней мере 2 приставки с необходимым оборудованием, ПО и телефонной линией.

## Dreamcast
SegaNet — бывший интернет-сервис, созданный и управлявшийся компанией SEGA специально для dial-up онлайн игры на приставке Dreamcast. Замена первого эксклюзивного для ПК сервиса от SEGA под названием Heat.net. Сервис изначально довольно популярен во время запуска 10 сентября 2000 года. В отличие от стандартного ISP, игровые сервера были подсоединены непосредственно во внутреннюю сеть SegaNet, обеспечивая тем самым низкую задержку между приставками и серверами используя стандартное интернет-соединение.
SegaNet изначально предоставляла 200 долл. скидку с двухгодичным контрактом, чтобы поднять продажи Dreamcast. Продажи продолжали падать и в июле 2001 года SEGA анонсировала скорое прекращение работы сервиса. Всем подписчикам было предложено перенести свои учётные записи на сервис EarthLink.
Многопользовательские игры для Dreamcast изначально предоставляли бесплатный доступ к серверам, однако ближе к концу существования сети большинство игр либо начали требовать оплату за доступ к серверам, либо вовсе закрыли их. Примером этого стало отключение серверов игры Phantasy Star Online. Сервера ненадолго открылись для публичного доступа осенью 2002 года, однако были закрыты окончательно в конце года.